# 所沢車両管理所
所沢車両管理所（ところざわしゃりょうかんりじょ）はかつて埼玉県所沢市に存在した西武鉄道の車両基地である。

## 概要
所沢駅の貨物側線の池袋方にあり、建屋のある検修線が2本あった。西武鉄道に所属する機関車、貨車の検修を行なっていた。一時は全ての電気機関車が所属するなど大所帯となっていたが、その後の貨物輸送減少に伴い横瀬車両管理所と合併、閉鎖となった。

## 所属していた機関車
- E31形
- E851形
- E41形
- E51形
- E61形
- E71形

## 歴史
- 1970年（昭和45年） - 横瀬検車区開設に伴い、貨車部門が移転。
- 1989年（平成元年）9月 - 所沢駅構内改良工事の為に機関車部門も横瀬車両管理所へ移転、閉所。